# Ali Ezzine
Ali Ezzine (ur. 3 września 1978) – marokański lekkoatleta specjalizujący się w biegu na 3000 metrów z przeszkodami, medalista Igrzysk olimpijskich i Mistrzostw świata.

## Sukcesy
- brązowy medal Mistrzostw Świata Juniorów w Lekkoatletyce (Sydney 1996)
- brąz Mistrzostw Świata w Lekkoatletyce (Sewilla 1999)
- 3. miejsce podczas Finału Grand Prix IAAF (Monachium 1999)
- brąz na Igrzyskach Olimpijskich (Sydney 2000)
- srebrny medal Mistrzostw Świata w Lekkoatletyce (Edmonton 2001)

Oprócz startów na 3000 m z przeszkodami Ezzine brał dwukrotnie udział w Mistrzostwach świata w biegach przełajowych, w 1998 był 12. indywidualnie oraz wywalczył srebro w drużynie, a w 2000 indywidualnie zajął 13. pozycję, zaś z drużyną Maroka zdobył brązowy medal.

## Rekordy życiowe
- bieg na 3000 m z przeszkodami - 8:03.57 (2000)